# 阿尔济耶
阿尔济耶是瑞士沃州的一个镇，位于沃州西部，汝拉山脉南麓，平均海拔800米以上。

## 行政
阿尔济耶是沃州尼永区面积最大的市镇，下辖阿尔济耶（Arzier）和勒穆依（Le Muids）两个村。

## 外部連結
- （法文）阿尔济耶官方网站